# Kapelle der Seligpreisungen
Die Kapelle der Seligpreisungen (auch: Kirchleitnkapelle) ist eine Kapelle in der römisch-katholischen Pfarrei St. Andreas in Berchtesgaden in Bayern in der Erzdiözese München und Freising.

## Gebäude und Geschichte
Die Kapelle der Seligpreisungen bildet den Abschluss eines Meditationsweges, der beginnend im Berchtesgadener Nonntal an neun Stelen mit Bronze-Plastiken zur Einführung der Bergpredigt und den acht Seligpreisungen vorbeiführt. Die Stelen aus Betonguss hat Peter Adler aus Wasserburg geschaffen, die Plastiken aus Bronze Leopold Hafner Junior (Sohn von Leopold Hafner) aus Aicha vorm Wald.
Der Errichtung dieses Ensembles liegt eine Idee dazu von Pfarrer Peter Demmelmair zugrunde, die mit Unterstützung seiner Familie sowie von Freunden und Bekannten federführend von Franz Brandner, dem Landwirt des Mitterweinfeldhofs, in knapp zwei Jahren realisiert wurde. Bereits zuvor hatte Brandner das Grundstück am Lockstein erworben „und gegen manche Widerstände in ordentlichen Zustand gebracht“. Der Standort der Kapelle ist der Ponnzenzenbichl, abgeleitet vom Spitznamen des Großvaters von Franz Brandner, auf dem Lockstein im Mitterweinfeld (Flurname). Eine andere von Franz Brandner selbst gewählte Bezeichnung für den Standort ist Kirchleitn bzw. Kirchleitnbichl, da von ihm aus vier Berchtesgadener Kirchen sichtbar sind und sich die „Leitn“ oberhalb von Pfarrhof und Pfarrheim befindet.
2009 an Maria Himmelfahrt (15. August) sowie am Sonntag (16. August) wurden die Kapelle der Seligpreisungen und der Meditationsweg mit Lichterprozession und Pontifikalamt u. a. von Weihbischof Bernhard Haßlberger eingeweiht.

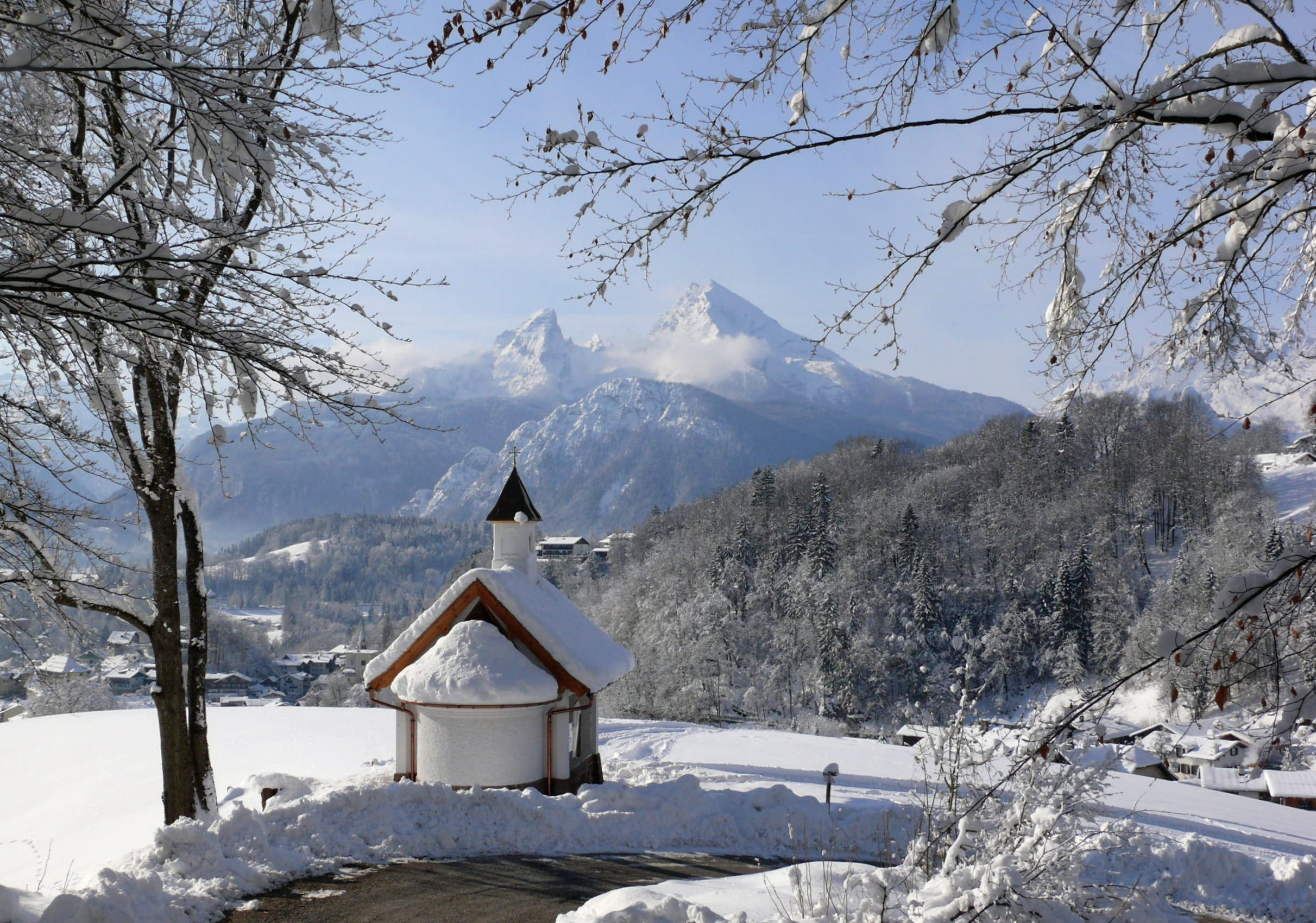
Winteransicht mit der Watzmanngruppe
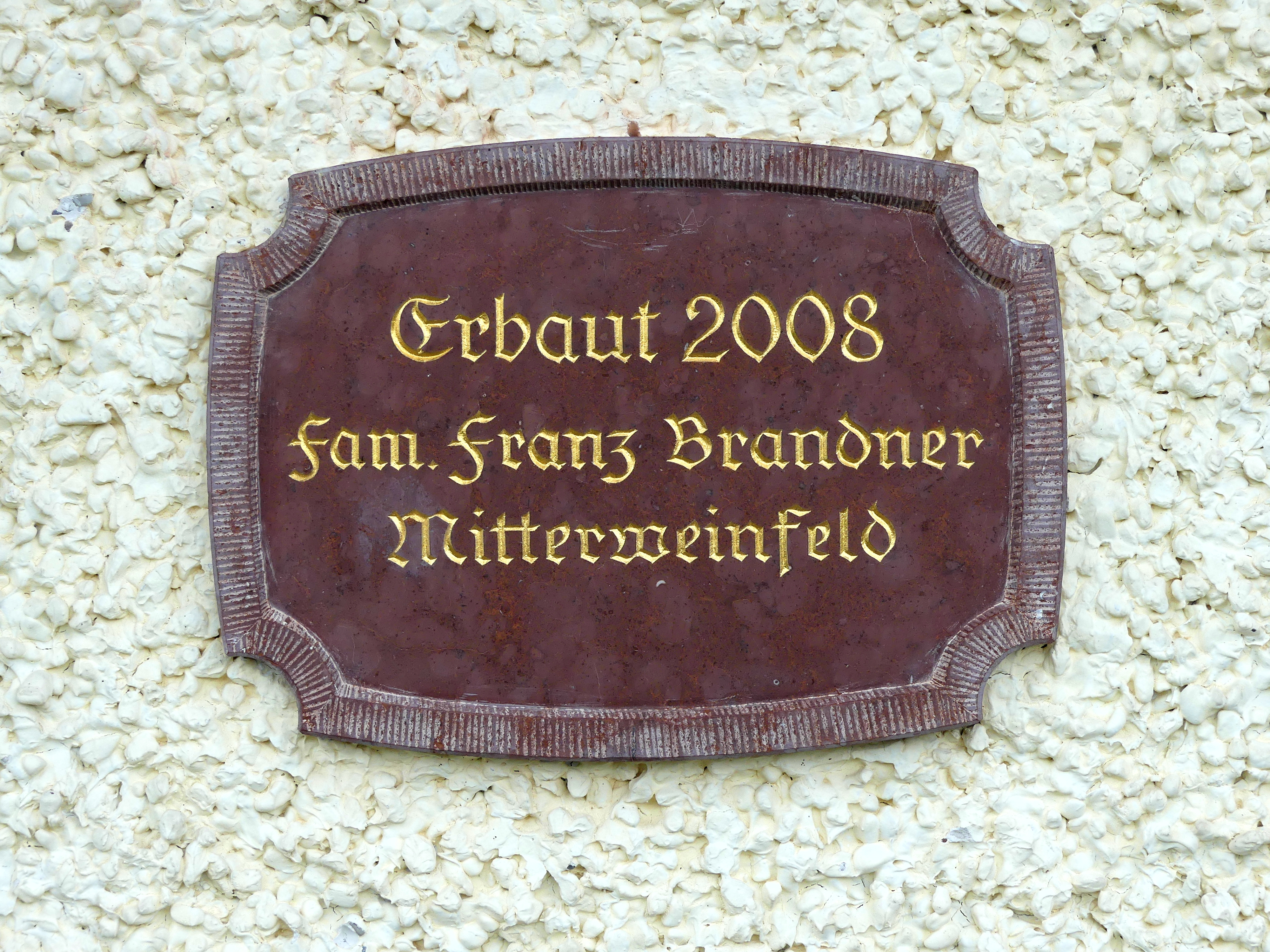
Erinnerungstafel an die Erbauer
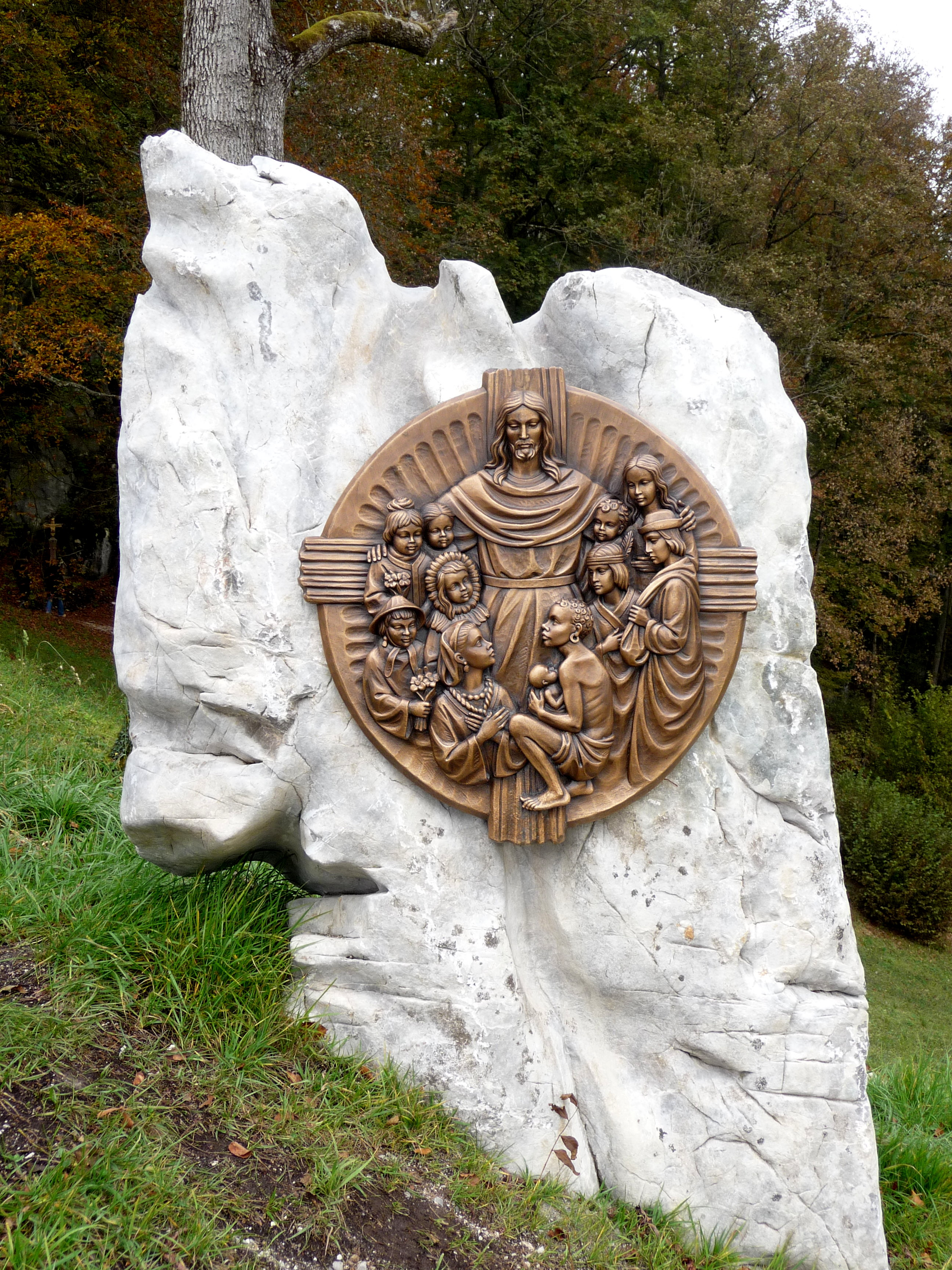
Gedenkstein: „Alle Kinder dieser Erde“

## Ausstattung

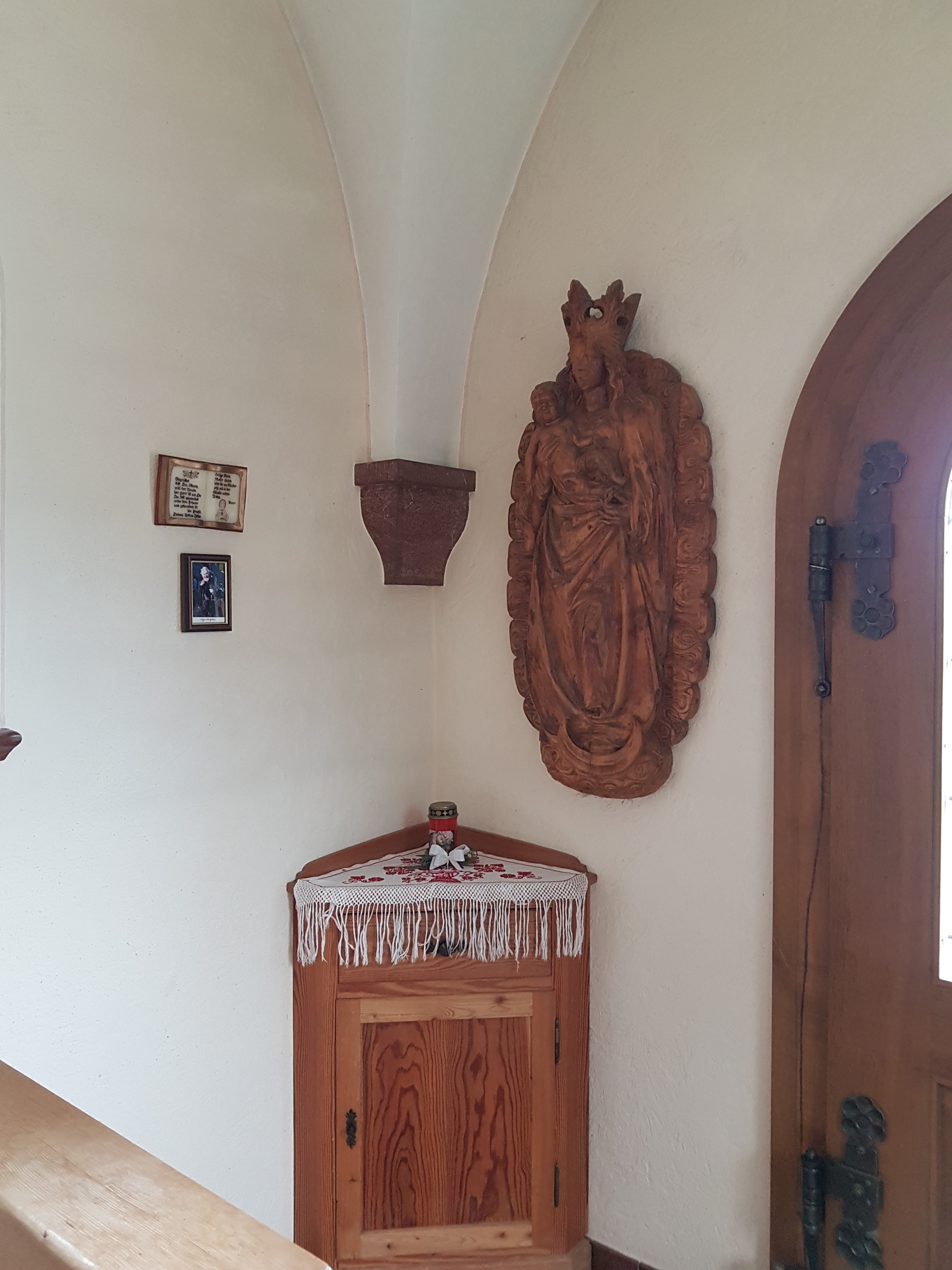
Eingangsbereich links
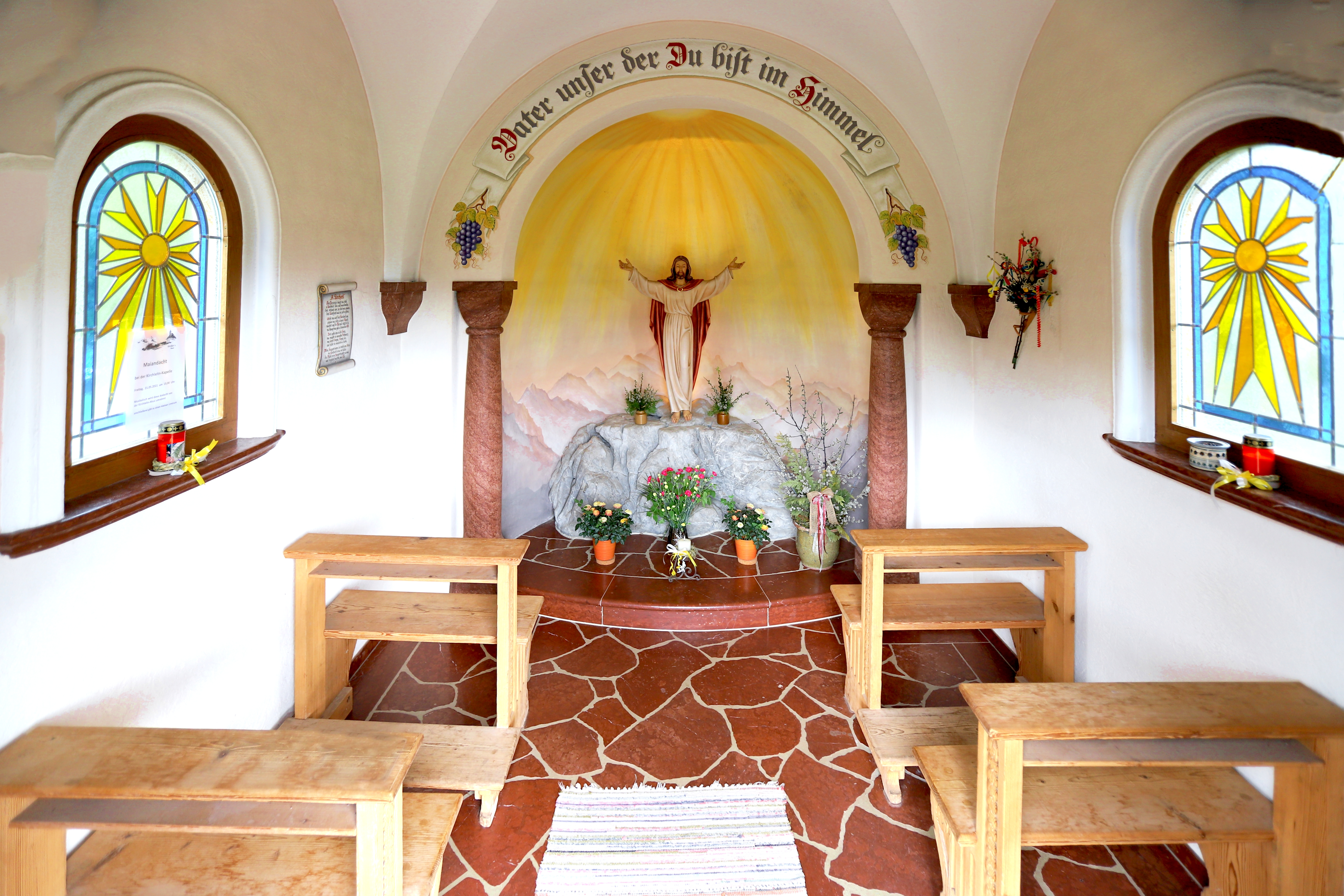
Innenansicht
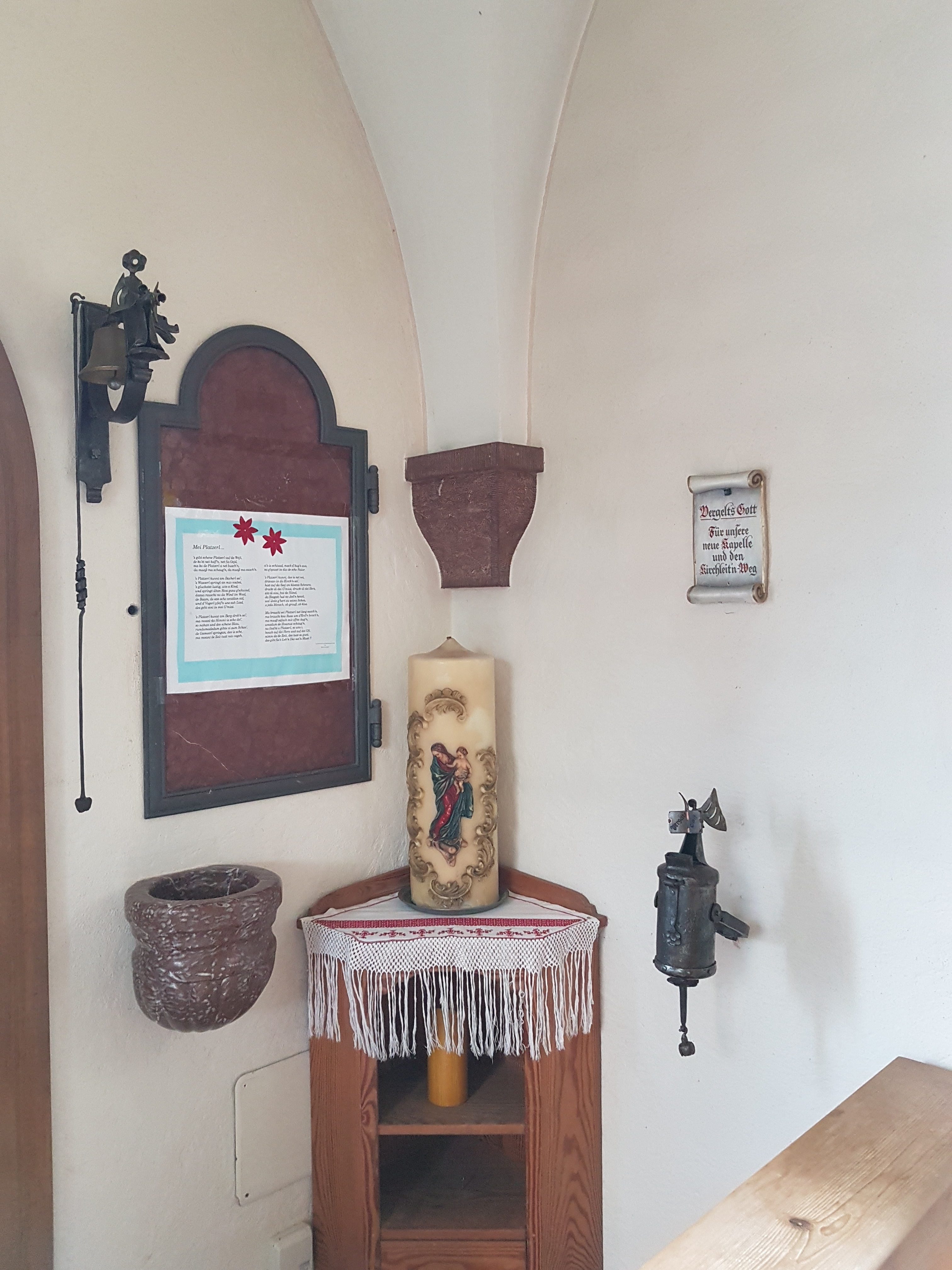
Eingangsbereich rechts